# If I Had a Bullet for Everyone...
If I Had a Bullet for Everyone... is het eerste (en enige) muziekalbum van de Nederlands-Duitse metalband End of April. Het album werd opgenomen in de ProCore Studios in Troisdorf, Duitsland, en in 2004 door het Nederlandse nu-metallabel Seamiew Records uitgebracht. Het album bevat 13 nummers en een hidden track.

## Tracklist
1. Crushed
2. Homecoming (met Jan van Koroded)
3. 200%
4. Divided (met Sarah Against van Girlz On Fire)
5. G vs. E (met Falo3000)
6. Pyramid
7. Bedsore
8. Respect
9. Ashamed (met Roger van Spermbirds)
10. Pimpin' Is Easy
11. The Adam Bomb
12. Today
13. Words and Wrists

+ Hidden Track

## Varia
- Het nummer Divided verscheen al eerder op de ep Divided By Numbers.